# Pombo-de-olho-amarelo
Pombo-de-olho-amarelo ou pombo-d'olho-amarelo (nome científico: Columba arquatrix) é uma espécie de ave pertencente à família dos columbídeos. É residente em grande parte do leste e sul da África, da Etiópia ao Cabo da Boa Esperança. As populações também são encontradas no oeste de Angola, sudoeste da Arábia Saudita e norte do Iêmen. É localmente comum, embora ocorram lacunas consideráveis em sua distribuição devido a seus requisitos de habitat.